# Catedral de Astorga
A Catedral de Astorga, dedicada a Santa Maria, é a sé episcopal da Diocese de Astorga, documentada desde o século III com o título de apostólica. Situa-se na cidade de Astorga, na província de Leão, comunidade autónoma de Castela e Leão, Espanha.
Desde 2015 que a catedral é um elemento associado do sítio do Património Mundial da UNESCO "Caminhos de Santiago: Caminho francês e caminhos do norte de Espanha".

## História
Antes do edifício atual, havia uma igreja pré-românica, que foi substituída por outra românica. Esta última foi consagrada em 1069 pelo bispo Pedro Núñez e pode ter sido concluída em meados do século XIII, no entanto não há muitos registos acerca da sua construção. Segundo outros autores, a igreja de 1069 foi reconstruída em 1087 pelo bispo Osmundo e no século XIII, quando era bispo Pedro Fernández. Esta última reconstrução serviu de base à ampliação definitiva, que foi iniciada em 1471 em estilo gótico (naves e capelas) e nos séculos posteriores foram construídos o portal meridional, duas capelas perpendiculares na nave de estilo renascentista e a fachada principal de estilo barroco do século XVIII.
As partes góticas do edifício foram construídas entre finais do século XV e no primeiro terço do século XVI. Ao longo deste século, as obras teriam sido inicialmente dirigidas por Francisco de Colónia. Segundo outros autores, a obra gótica tem possíveis vínculos com os arquitetos Juan de Colonia (filho de Francisco) e seu filho Simón de Colonia. A direção das obras foi depois atribuída, ainda no século XVI, a Rodrigo Gil de Hontañón o qual foi precedido, segundo outros autores, pelo seu pai Juan Gil de Hontañón. Os elementos renacentistas, presentes especialmente no cruzeiro e na porta sudeste, devem-se a Rodrigo Gil de Hontañón. Com planta retangular e capelas absidiais em forma de estrela, muito claras, tem semelhanças  arquitetônicas com o gótico alemão.
Em finais do século XVII foi iniciada a construção da atual fachada principal, a qual tem estilo barroco churrigueresco, com três portas com arcos e flanqueada por duas torres com mais de 60 m de altura. Está organizada em forma de retábulo em pedra, com abundante decoração. A torre da esquerda, datada de 1678, foi afetada pelo sismo de Lisboa de 1755 e pela Guerra Peninsular, e só foi finalizada em 1965. A torre da direita começou a ser construída em 1692 e foi terminada em 1704. Sobre umas das pequenas torres que coroam o exterior da cabeceira encontra-se uma estátua de Pedro Mato, um personagem lendário ligado à Batalha de Clavijo.

## Descrição

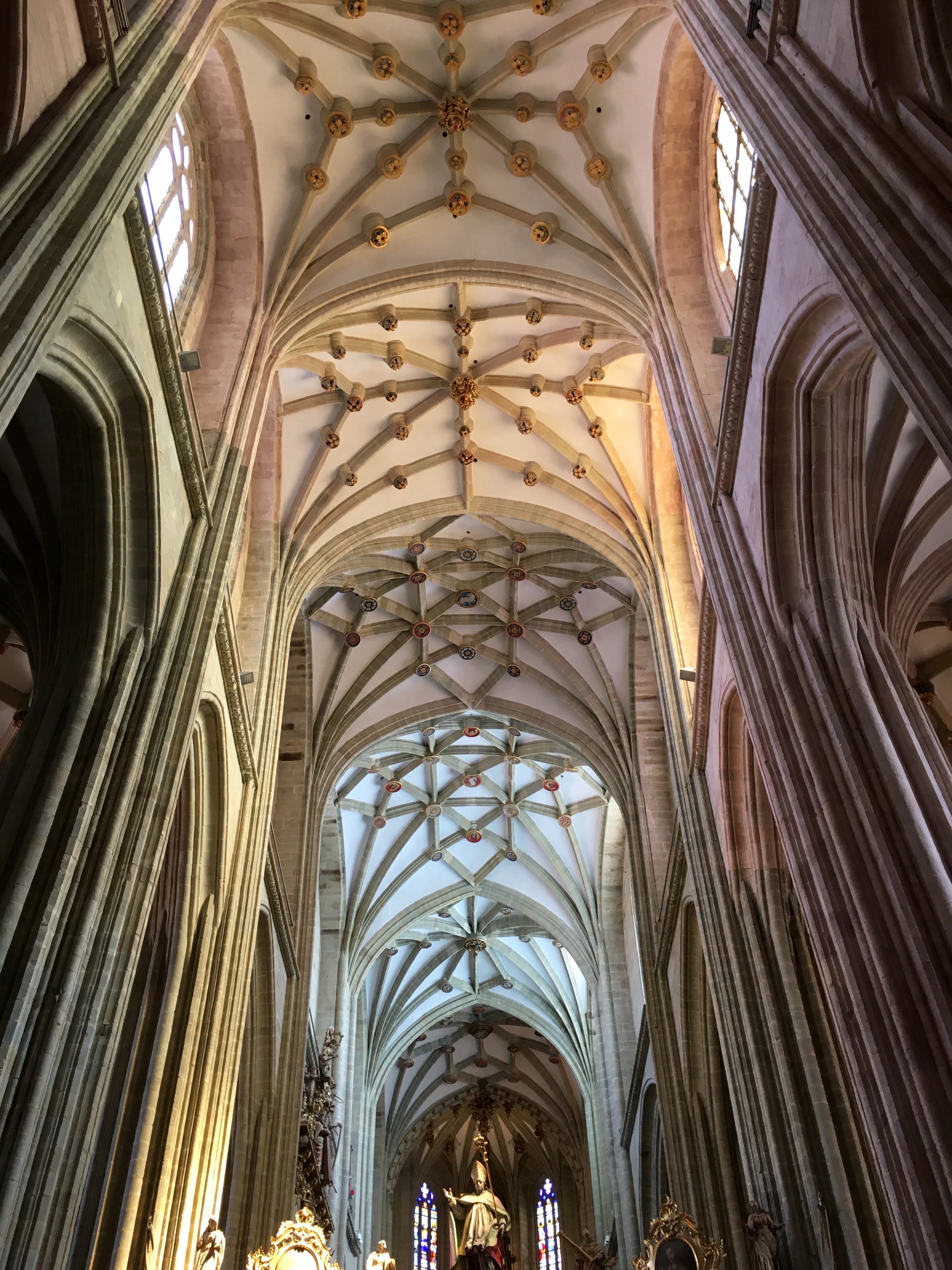
Vista do interior

A catedral tem planta basilical com três naves que se prolongam sobre a planta românica, capelas entre contrafortes, um falso cruzeiro e uma cabeceira de três absides poligonais. As abóbadas são de cruzaria e os pilares que as sustentam não têm capitéis, mas estendem-se unindo-se aos nervos das mesmas. A fachada é flanqueada por duas torres quadradas, com coruchéus de ardósia. O claustro, da autoria de Gaspar López, é de estilo neoclássico e datado de 1755. A orientação do edifício é incomum, porque a sua cabeceira está orientada a nordeste, quando o normal estar orientada a leste.[carece de fontes?]
No interior, o presbitério abriga um retábulo-mor que é uma obra prima do romanismo em Espanha, do escultor Gaspar Becerra. O coro da nave central é de estilo flamengo,[carece de fontes?] com cadeirado em nogueira e grade do século XVII. Há várias capelas: sete nas partes laterais das três naves, três na cabeceira, uma em cada braço do falso cruzeiro e duas na base de cada uma das torres. Entre elas destacam-se especialmente a capela de Nossa Senhora da Majestade, em cujo retábulo se encontra a imagem da Virgem da Majestade, do século XII; a Capela-Mor, na qual se encontra um retábulo de estilo renascentista da autoria de Gaspar Becerra; e a capela do retábulo de São Miguel, um exemplo da arte hispano-flamenga do século XVI. A cripta foi construída em 1521 abaixo do presbitério para ser o panteão dos marqueses de Astorga. O claustro, de estilo neoclássico, foi construído em 1755 e é constituído por cinco arcadas em cada ala, unidas por pilastras jónicas. Na sacristia, de 1772, destaca-se um altar-relicário em estilo rococó. Do conjunto catedralício fazem também parte o Museu Diocesano e o Arquivo Diocesano.
O edifício forma um complexo catedralesco que compreende três áreas diferenciadas:
- A igreja.
- O arquivo diocesano, arquivo capitular e museu
- O Hospital de São João Batista, fundado na Idade Média

O Palácio Episcopal de Astorga, quase adjacente à catedral, é uma obra modernista do arquiteto Antoni Gaudí, que com a catedral forma um conjunto harmonioso, apesar dos diferentes tempos em que foram construídos.[carece de fontes?]